# Нью-Александрія (Огайо)
Нью-Александрія (англ. New Alexandria) — селище (англ. village) в США, в окрузі Джефферсон штату Огайо. Населення — 232 особи (2020).

## Географія
Нью-Александрія розташований за координатами 40°17′30″ пн. ш. 80°40′30″ зх. д. / 40.29167° пн. ш. 80.67500° зх. д. (40.291587, -80.675129).  За даними Бюро перепису населення США в 2010 році селище мало площу 0,95 км², уся площа — суходіл.

## Демографія
Згідно з переписом 2010 року, у селищі мешкали 272 особи в 107 домогосподарствах у складі 74 родин. Густота населення становила 286 осіб/км².  Було 116 помешкань (122/км²).
Расовий склад населення:
| - 97,1 % — білих - 1,5 % — чорних або афроамериканців |

До двох чи більше рас належало 1,5 %. Частка іспаномовних становила 0,0 % від усіх жителів.
За віковим діапазоном населення розподілялося таким чином: 21,0 % — особи молодші 18 років, 60,2 % — особи у віці 18—64 років, 18,8 % — особи у віці 65 років та старші. Медіана віку мешканця становила 45,7 року. На 100 осіб жіночої статі у селищі припадало 114,2 чоловіків;  на 100 жінок у віці від 18 років та старших — 115,0 чоловіків також старших 18 років.
Середній дохід на одне домашнє господарство  становив 69 191 долар США (медіана — 44 375), а середній дохід на одну сім'ю — 86 124 долари (медіана — 50 000). За межею бідності перебувало 14,6 % осіб, у тому числі 47,1 % дітей у віці до 18 років та 9,1 % осіб у віці 65 років та старших.
Цивільне працевлаштоване населення становило 75 осіб. Основні галузі зайнятості: освіта, охорона здоров'я та соціальна допомога — 32,0 %, роздрібна торгівля — 22,7 %, транспорт — 8,0 %, науковці, спеціалісти, менеджери — 8,0 %.